# Копиленко Олександр Любимович
Олександр Любимович Копиленко (нар. 26 червня 1961, Київ) — український правник, доктор юридичних наук (1993), професор (1999), академік Національної академії наук України (2018) та Національної академії правових наук України (2001), заслужений юрист України (2004), кавалер ордена «За заслуги» II і ІІІ ступенів. Політик, народний депутат України 9-го скликання. Голова Національної комісії з радіаційного захисту населення України (з 2019).

## Життєпис
Народився 26 червня 1961 року в Києві. У 1983 році закінчив Київський університет. У 1983—1990 роках працював в Інституті держави і права АН УРСР, 1990—2002 — в апараті Верховної Ради України (з 1998 — радник Голови Верховної Ради), з 2002 — директор Інституту законодавства Верховної Ради України.
У 2002—2009 рр. одночасно обіймав посаду віце-президента Національної академії правових наук України.
У 2013—2014 роках — член Центральної виборчої комісії.
У 2014—2019 роках — знову директор Інституту законодавства Верховної Ради України.
З 6 травня 2006 — член-кореспондент НАН України, з 7 березня 2018 — академік НАН України (відділення історії, філософії та права, спеціальність: право)
Член Комісії з питань правової реформи, а також Комісії державних нагород та геральдики при Президентові України.
Віце-президент Всеукраїнської федерації фрі-файту.

### Родина
- Дід — письменник Олександр Копиленко (1900—1958).
- Батько — письменник, журналіст, перекладач Любим Копиленко (1932—1999).
- Мати — музикознавиця, піаністка, педагог Людмила Каверіна (1931—2003).
- Сестра — заслужена журналістка України Марія Копиленко[7].

### Науковий доробок
Має значний науковий доробок, є автором близько 400 наукових праць, у тому числі кількох десятків індивідуальних та колективних монографій і науково-практичних посібників у галузі історії держави і права, конституційного права, міжнародного права і європейської інтеграції.
Запропонував новий підхід до підготовки й експертизи проєктів нормативно-правових актів, який має велике теоретичне та практичне значення для удосконалення законотворчого процесу.
Його праці відзначені Державною премією України в галузі науки і техніки, преміями ім. М. Грушевського, ім. М. Василенка та ім. М. Костомарова НАН України.

### Політична діяльність
Член Комітету Верховної Ради з питань прав людини, деокупації та реінтеграції тимчасово окупованих територій у Донецькій, Луганській областях та Автономної Республіки Крим, міста Севастополя, національних меншин і міжнаціональних відносин.
Співголова групи з міжпарламентських зв'язків з Республікою Болгарія.